# Philippe Verteuil
Philippe Verteuil, pseudonyme du Colonel de gendarmerie André Dassart, né le 13 janvier 1913 à Tonneins, Lot-et-Garonne et mort le 27 mars 2004 à Bergerac, est un auteur français de roman policier.

## Biographie
Après des études à l'École normale supérieure, puis à l'École de cavalerie de Saumur, André Dassart devient militaire et participe à la Deuxième Guerre mondiale.  Il raconte sa captivité aux mains des nazis dans J'étais un prisonnier (1945).  Il publie ensuite sous son nom des ouvrages sur l'aviation, deux romans d'aventures et un recueil de poésie.  
Devenu capitaine de gendarmerie, il illustre le rôle des gendarmes dans le cadre d'affaires criminelles en faisant paraître sous le pseudonyme de Philippe Verteuil onze romans policiers dans la collection Le Masque. Plusieurs de ces récits documentés de procédure policière se déroulent en province dans de petits villages, là où les interventions de la gendarmerie sont les plus cruciales auprès des autorités policières locales.

## Œuvre

### Romans

#### Romans policiers
- Jeux de vilains, Paris, Librairie des Champs-Élysées, Le Masque no 816, 1964
- Une guêpe dans la manche, Paris, Librairie des Champs-Élysées, Le Masque no 887, 1965
- Colin-maillard avec une morte, Paris, Librairie des Champs-Élysées, Le Masque no 986, 1967
- Monnaie de plomb, Paris, Librairie des Champs-Élysées, Le Masque no 1027, 1968
- Le professeur est dans la lune, Paris, Librairie des Champs-Élysées, Le Masque no 1060, 1969
- Un homme dans la nuit, Paris, Librairie des Champs-Élysées, Le Masque no 1105, 1970
- Les Dents longues, Paris, Librairie des Champs-Élysées, Le Masque no 1190, 1970
- Piège pour un assassin, Paris, Librairie des Champs-Élysées, Le Masque no 1435, 1976
- Un serpent dans la poche, Paris, Librairie des Champs-Élysées, Le Masque no 1472, 1977
- Des scorpions sous les pierres, Paris, Librairie des Champs-Élysées, Le Masque no 1606, 1980
- Machination au troisième degré, Paris, Librairie des Champs-Élysées, Le Masque no 1656, 1981

#### Roman d'espionnage
- Béatrice et les Espions, Paris, Librairie des Champs-Élysées, coll. Services secrets no 24, 1965

### Nouvelle
- Car c'est moi qu'on enterre, dans Meurtres en pays charentais, Paris, Librairie des Champs-Élysées, collection Le Masque no 1065, 1969 (anthologie avec des nouvelles d'Ilka Rezette, de Pierre Frachet, de Philippe Verteuil et de Maurice Bastide).

### Publications signées André Dassart

#### Romans
- Sang de feu !, Paris, La Technique du livre/Baudinière, coll. Les Romans Fauves, 1949
- Bistrot 22, l'hôtel sans joie, Paris, La Technique du livre/Baudinière, coll. Les Romans Fauves, 1949

#### Récit autobiographique
- J'étais un prisonnier, Alger, G. Dinesco, 1945

#### Poésie
- Griffes au cœur, Le Puy, Les Cahiers du nouvel humanisme, 1952

#### Textes sur l'aviation
- Histoires d'avion, Alger, Office d'éditions et de publicité, 1944
- L'Appel des ailes, Paris, Baudinière, Bibliothèque de l'aviateur, 1948
- La Patrouille des aigles : scouts dans le ciel, Paris, Baudinière, Bibliothèque de l'aviateur, 1951

#### Collaboration
- Jacques Sarthou, L'Homme aux mains d'argile, Paris, Éditions de Flore, 1949 (collaboration d'André Dassart et André Vinard

## Source bibliographique
- Jacques Baudou et Jean-Jacques Schleret, Le Vrai Visage du Masque, vol. 1, Paris, Futuropolis, 1984, 476 p. (OCLC 311506692), p. 441.